# Христо Вачев (художник)
Христо Вачев е български художник с над 30 самостоятелни изложби в страната и чужбина.

## Биография
Роден е на 7 януари 1950 г. в Плевен.
Член е на Съюза на българските художници, на Международната академия за съвременно изкуство на Кралство Белгия, на Artсouncil Kukusai, Bijutsu Chingikai – Япония, на AIAP UNESCO – Париж, Франция и на Museum of the Americas – САЩ, Флорида. Вписан е в Златната книга на Есенния салон в Париж през 1992 г. и в Златната книга на Международната академия за съвременно изкуство в Белгия през 1993 г. Негови картини са изложени в Националната художествена галерия в София, Галерията за съвременно изкуство в Берлин, Художествената галерия в Осака, а също и в частни колекции в Австрия, Аржентина, Белгия, Германия, Гърция, САЩ, Франция, Япония.
Картините на Христо Вачев „Поетичен танц“ и „Нотр Дам де Пари“ са включени в престижния каталог „Сребърна книга на авторите от Музея на двете Америки“, посветен на 25-ата годишнина на Музея със седалище в Маями, САЩ.
Христо Вачев е доктор хонорис кауза на Академията за съвременно изкуство в Белгия от 1995 г.

## Награди и отличия
- 1993 г. – Златен медал и диплом за живопис от VIII Grand Prix AIAC в Белгия
- 1994 г. – Платинен медал и диплом за живопис от IX Grand Prix AIAC в Белгия
- 1995 г. – Златен медал, диплом за живопис, златен плакет и присъдена титла „доктор хонорис кауза“ на Академията за съвременно изкуство в Белгия
- 1996 г. – Диплом и награда на журито от Artсouncil Kukusai, Bijutsu Chingikai – Япония
- 2007 г. – Златен медал и диплом за живопис от Grand Prix AIAC в Белгия

През 2004 г. с Решение № 279 (от 04.11.2004 г.) на Общинския съвет е обявен за заслужил гражданин на Плевен.